# 2011 في البحرين
فيما يلي قوائم الأحداث التي وقعت خلال عام 2011 في البحرين.

## سياسة

### تعيين في المنصب
- 1 يناير – أحمد قراطة عضو مجلس النواب البحريني.

### انتهاء فترة المنصب
- 1 يناير – خليل المرزوق عضو مجلس النواب البحريني.

## رياضة
- 1 يناير – البحرين في بطولة العالم لألعاب القوى 2011
- 1 يناير – البحرين في بطولة العالم للسباحة 2011
- 1 يناير – كأس ملك البحرين 2011

## وفيات

### مارس
- 16 مارس – بهية العرادي

### أبريل
- 9 أبريل – زكريا العشيري (مواليد 1971) صحفي ومدون بحريني.
- 12 أبريل – كريم فخراوي (مواليد 1962) ناشر بحريني.

### يوليو
- 3 يوليو – علي بحر (مواليد 1960)

### أغسطس
- 31 أغسطس – علي جواد الشيخ (مواليد 1997) مرتزق بحريني.